# Jesús de Gaviria
Jesús de Gaviria o James de Gaviria (Donostia, 1896 - Donostia, 1975) fou un tenor basc.
El seu veritable nom era Jesús Aguirregaviria Onaindia. A l'Orfeón Donostiarra, va rebre les primeres lliçons de Luis Iribarne. Es va traslladar a Madrid on va ser corista del Teatro de la Zarzuela. Va debutar el 1919 al Lirico de Milà a Pagliacci. De 1923 a 1928 va realitzar gires per Itàlia, Brasil, Mèxic, Bolívia, Uruguai, Argentina i els Estats Units. El 1928 i 1929 va actuar al teatre Victoria Eugenia de Sant Sebastià i al Gran Teatre del Liceu de Barcelona, coincidint amb l'Exposició Internacional. Nous contractes el porten al Perú i Xile.